# 주현희
주현희(1981년 1월 3일~)는 대한민국의 배드민턴 선수이다. 2005년 캐나다오픈 선수권대회 혼합복식에서 금메달을 획득했다.